# Vranyecz Artúr
Vranyecz Artúr (Marosújvár, 1975. június 7. –) magyar színész, bábművész, rendező, tanár.

## Életpályája
1975-ben született az erdélyi Marosújváron. Középiskolai tanulmányait Kolozsváron végezte. 1995-1999 között a Színház- és Filmművészeti Főiskola hallgatója volt, bábszínész szakirányon. 1999-től a debreceni Csokonai Színház tagja. 2001-től a debreceni Ady Endre Gimnázium tanára is.

## Filmes és televíziós szerepei
- Kossuth papja (2015)
- Most vagy soha! (2024)